# The Prince's Charities
The Prince's Charities è un'organizzazione senza scopo di lucro che ha associazioni con Carlo III. The Prince's Charities, sostenuta dalla Prince's Charities Foundation, ha sede nel Regno Unito e comprende 19 organizzazioni di cui Re Carlo III è patrono e presidente; 18 sono state fondate personalmente da Carlo. The Prince's Charities Canada è un'entità canadese formata da una raccolta di nove organizzazioni caritative preesistenti con precedenti legami con il Principe del Galles. Tutti gli enti di beneficenza si concentrano sugli interessi principali di Carlo, tra cui la promozione della gioventù svantaggiata, l'istruzione, gli affari responsabili, il miglioramento dell'ambiente costituito, la rigenerazione del patrimonio e la sostenibilità ambientale.